# كريستوفر بيلشر
كريستوفر بيلشر (بالإنجليزية: Christopher Belcher)‏ هو منافس ألعاب قوى أمريكي، ولد في 29 يناير 1994 في سايفيل في الولايات المتحدة.

## وصلات خارجية
- كريستوفر بيلشر على موقع الاتحاد الدولي لألعاب القوى (الإنجليزية)
- كريستوفر بيلشر على موقع الاتحاد الأمريكي لسباقات المضمار والميدان (الإنجليزية)
- كريستوفر بيلشر على موقع الدوري الماسي (الإنجليزية)
- كريستوفر بيلشر على موقع TFRRS.org (الإنجليزية)